# Michael Chabon

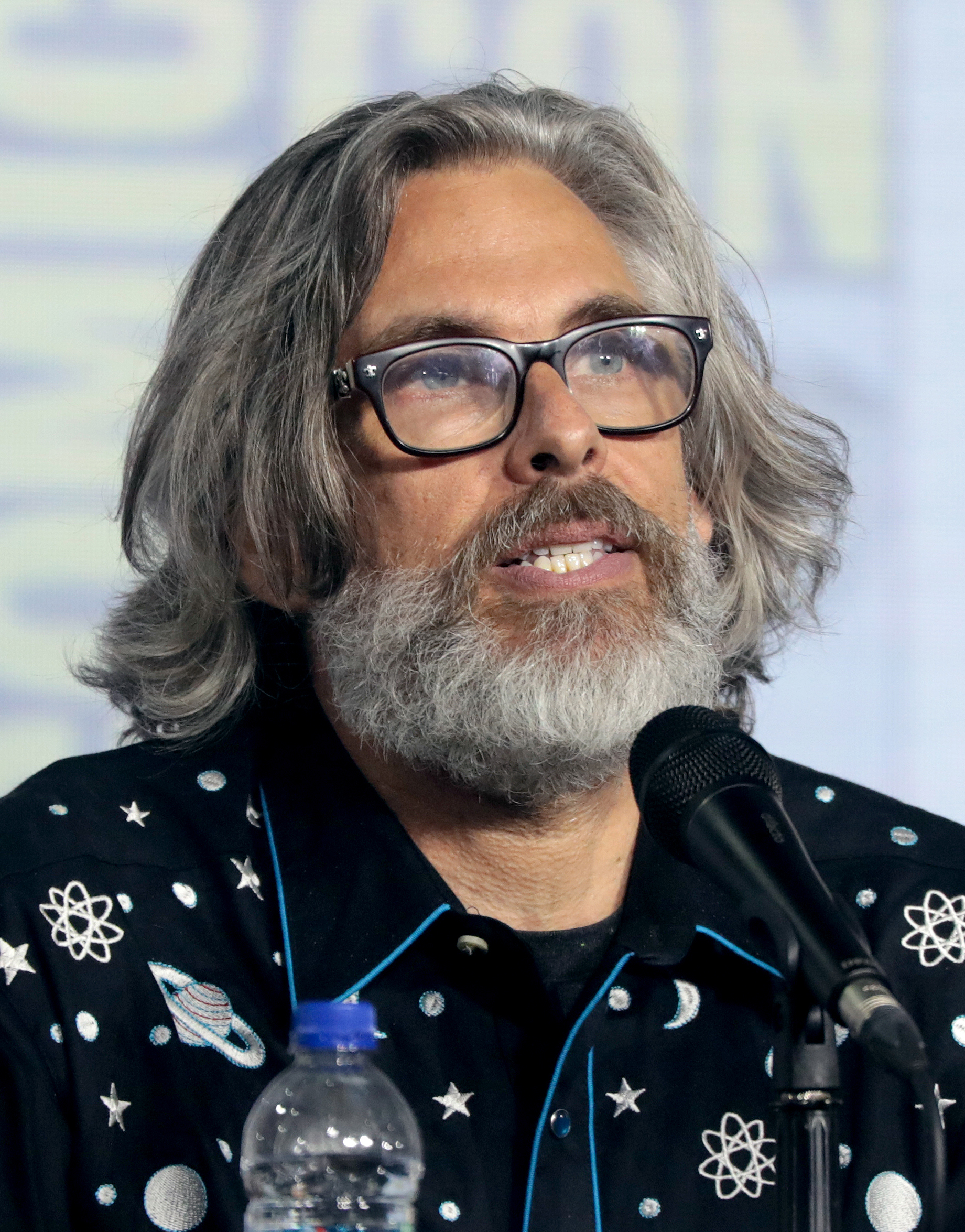
Michael Chabon (2019)

Michael Chabon (* 24. Mai 1963 in Washington, D.C.) ist ein amerikanischer Schriftsteller, Drehbuchautor und Fernsehproduzent. Für seinen Roman Die unglaublichen Abenteuer von Kavalier und Clay erhielt er 2001 den Pulitzer-Preis in der Kategorie „Fiktion“. 2015 wurde dieser Roman von der BBC-Auswahl der besten 20 Romane von 2000 bis 2014 zu einem der bislang bedeutendsten Werke dieses Jahrhunderts gewählt.

## Leben

### Kindheit und Jugend
Chabon wurde am 24. Mai 1963 als Sohn Sharon und Robert Chabons in Washington D.C. geboren. Seine Eltern hatten polnische, litauische und russische Wurzeln. Zudem ist er jüdischer Abstammung. Chabons Vater war von Beruf Anwalt und Kinderarzt und arbeitet heute für das Versicherungsunternehmen Mutual of Omaha. Chabons Mutter war Anwältin. Gemeinsam mit seinen Eltern und seinem jüngeren Bruder wuchs er in Columbia, Maryland auf. Im Alter von zehn Jahren begann Chabon mit dem Schreiben erster Geschichten. So hieß seine erste Kurzgeschichte „Sherlock Holmes meets Captain Nemo“, die er auf der Schreibmaschine seiner Mutter tippte. Zu seinem eigenen Erstaunen beendete er sie. Er selbst sagt zu seinem ersten Gehversuch auf diesem Gebiet: „Ich versuchte, im Stile Arthur Conan Doyles zu schreiben. Ich wurde mir das erste Mal über Stil, Wortwahl, Sprache und Ausdrucksweise im Klaren.“ Neben dem Schreiben war das Lesen von Comics eines von Chabons Hobbys in seiner Kindheit. Sein Großvater hatte in einer New Yorker Druckerei gearbeitet, wo unter anderem Comics gedruckt wurden, die er wegen seiner dortigen Tätigkeit kostenlos bekam und seinem Sohn, Robert Chabon, oft taschenweise mitbrachte. Michael Chabon erhielt deshalb von seinem Vater auch zahlreiche Comics. Chabon sagte dem „Onion A.V. Club“ im Jahr 2000 dazu: „Als ich anfing, zu lesen, dachte mein Vater wohl, es sei nur natürlich, dass ich auch Interesse an Comics haben müsste, und er begann, mir Comics zum Lesen mitzubringen, obwohl er sie nicht kostenlos bekam.“
Ebenfalls im Alter von zehn Jahren gründete er einen Comicclub, wofür er extra einen Raum für 25 Dollar mietete und Anzeigen in der Zeitung aufgab. Nur ein Kind schaute vorbei, verschwand kurze Zeit danach jedoch wieder. Im Oktober 2005 schrieb Chabon in einer Ausgabe der Zeitschrift Details: „Das war der Moment, in dem ich begann, mich selbst als Versager zu betrachten. Das ist eine Eigenschaft, die ich seitdem nicht verloren habe.“
Als er elf Jahre alt war, ließen sich seine Eltern scheiden. Im darauf folgenden Jahr zog sein Vater nach Pittsburgh, wo Chabon fortan seine Ferien verbrachte.
In der Highschool begann er seine umfangreiche Comicsammlung, die vorrangig DC- und Marvel-Comics beinhaltete, zu verkaufen, um sich Schallplatten leisten zu können. In dieser Zeit entwickelte er großes Interesse an der Band Queen.
Nach eigener Aussage sei er in der Highschool ein braver Junge gewesen, der sich aus Alkohol und Drogen nichts gemacht habe. Im College begann er zu rauchen, zu trinken und Cannabis zu rauchen, was er jedoch nicht als jugendliche Rebellion betrachtete, weil er nicht zu Hause gewesen sei.

### Studium und Anfänge als Schriftsteller
1984 erreichte Chabon den Bachelor of Arts in Englisch an der University of Pittsburgh. Er wurde von Dennis Bartel, Eve Shelnutt und Chuck Kinder unterrichtet, wobei er mit Kinder eine enge Freundschaft schloss. Später besuchte er die University of California, Irvine. Er wählte den Studiengang „Kreatives Schreiben“, um die Zeit und die finanzielle und moralische Hilfe zu finden, die nötig war, eine Schriftstellerkarriere zu beginnen. 1987 absolvierte er den Master of Fine Arts in „Kreativem Schreiben“ mit einer Arbeit, die seinen Professor MacDonald Harris derart beeindruckt hat, dass er das Manuskript ohne Chabons Wissen seinem Agenten gab. Der konnte Chabons Abschlussarbeit, „Die Geheimnisse von Pittsburgh“ für 155.000 Dollar an William Morrow Publishers verkaufen. Seine Abschlussarbeit, die er 1985 mit 22 Jahren begonnen hatte, brachte Chabon schließlich 1988 seinen ersten Bestsellererfolg ein.
Da die Geschichte von sexueller Orientierungslosigkeit und Homosexualität handelte, wurde vielfach angenommen, es handele sich hierbei um Chabons eigene sexuelle Orientierung. Dies hatte zur Folge, dass Chabon von der Zeitschrift Newsweek irrtümlicherweise in eine Liste schwuler Autoren aufgenommen wurde. Dieser Irrtum sei ihm aber keineswegs hinderlich. So sagte er der New York Times: „Ich bin sehr glücklich darüber. Es eröffnete mir eine neue Leserschaft, und noch dazu eine sehr loyale.“
Aufgrund der in „Die Geheimnisse von Pittsburgh“ beschriebenen Adoleszenz des Protagonisten wurde von zahlreichen Kritikern der Vergleich mit J.D. Salingers Meisterwerk Der Fänger im Roggen und Werken Francis Scott Fitzgeralds gesucht.

### Rückschlag und nächster Bucherfolg
Nach dem Erfolg seines ersten Buches, begann Chabon 1987 sein nächstes Buch mit dem Titel „Fountain City“. Das von ihm mit etwa 200 Seiten eingeschätzte Buch hatte nach fünf Jahren Arbeit einen Umfang von etwa 800 Seiten erreicht. Chabon kamen immer mehr Zweifel über die Realisierbarkeit des Buches, doch er wurde von seinem Lektor bei William Morrow Publishers, Douglas Stumpf, immer wieder angetrieben, das Buch zu vollenden. Doch mit den Jahren geriet das Buch immer mehr außer Kontrolle und Chabon beschloss das Projekt unvollendet zu lassen. Das Buch hätte von einem Architekten gehandelt, der in Florida ein revolutionäres Baseballstadion kreieren wollte.
Aus Angst ein One-Hit-Wonder gewesen zu sein, verarbeitete er seine Erfahrungen in seinem zweiten Roman „Wonder Boys“, der 1995 erschien.

### Scheidung und neue Liebe
Während seiner Arbeit an „Fountain City“ veränderte sich einiges in Chabons Privatleben. Er zog in sechs Jahren fünfmal um und ließ sich 1991 von seiner Ehefrau Lollie Groth scheiden. In seiner 1997 veröffentlichten Kurzgeschichte „The hand on my shoulder“ schrieb er über die Zeit mit Groth folgendes: „Meine Exfrau und ich hatten gute Zeiten und schlechte Zeiten, kämpften und waren still, versuchten und gaben auf und versuchten mehr, bevor wir das Handtuch warfen, fokussiert, mit der besonderen Selbst-Absorption des Miserablen, auf unser kleines Drama und dessen Echo in unseren eigenen Brüsten.“
Er lebte mit einer anderen Frau zusammen, ehe er 1992 Ayelet Waldman bei einem Blind Date kennenlernte. Waldman wusste von Chabons Ruf und erzählte der LA Times: „Als er sich zeigte, sagte ich: ‚Vielen Dank für die Blumen. Bist du schwul?’“
Drei Wochen später machte Chabon ihr einen Heiratsantrag. Ein Jahr später heirateten sie.
Mit ihr und den vier gemeinsamen Kindern Sophie, Ezekiel Napoleon (Zeke), Ida-Rose und Abraham lebt Chabon heute in Berkeley, Kalifornien.

### Höhere Ziele
„Wonder Boys“ wurde von der Kritik positiv aufgenommen und erfuhr zahlreiche wohlwollende Beurteilungen.
Jonathan Yardley von der Washington Post beendete seine ebenfalls positive Rezension von „Wonder Boys“ jedoch mit den Worten: „Es ist Zeit für ihn weiterzugehen, sich von der Ich-Perspektive loszureißen und größere Worte auszukundschaften. Seine Lehrzeit ist vorbei; sie war brillant, aber die noch ungeschriebenen Bücher sind diejenigen, in denen wir lernen werden, wie weit dieser einzelne Schriftsteller gehen kann.“
Diese Aufforderung Yardleys entsprach auch Chabons Motivation. Er arbeitete an einer umfangreicheren Geschichte über zwei jüdische Cousins, die in der Goldenen Ära des Comics ihren Comichelden, den Eskapisten, etablieren. Er arbeitete die nächsten fünf Jahre an diesem Buch. Er fürchtete wegen der Länge, es könnte ein ähnliches Ende nehmen wie bei „Fountain City“, doch er vertraute der Geschichte.
Im Herbst 2000 veröffentlichte er „Die unglaublichen Abenteuer von Kavalier und Clay“. Das Buch erfuhr die positivsten Kritiken, die bislang ein Chabon-Werk erhalten hatte. Er erhielt zahlreiche Preise, darunter den PEN/Faulkner Award und den Pulitzer-Preis 2001 in der Kategorie „Fiktion“. So wie ihm „Die Geheimnisse von Pittsburgh“ einen großen Kreis homosexueller Leser eröffnet hat, tat sich nun eine große Anzahl comicbegeisterter Leser auf. Er war fortan Gast auf Comic-Kongressen und erhielt von DC-Comics das Angebot, seinen Helden, Mr. Terrific, als Comic zu veröffentlichen. Bei Dark Horse Comics wurde eine Comicserie mit dem Eskapist ins Leben gerufen, die Michael Chabon Presents: The Amazing Adventures of the Escapist genannt wurde.

### Weiterer Werdegang

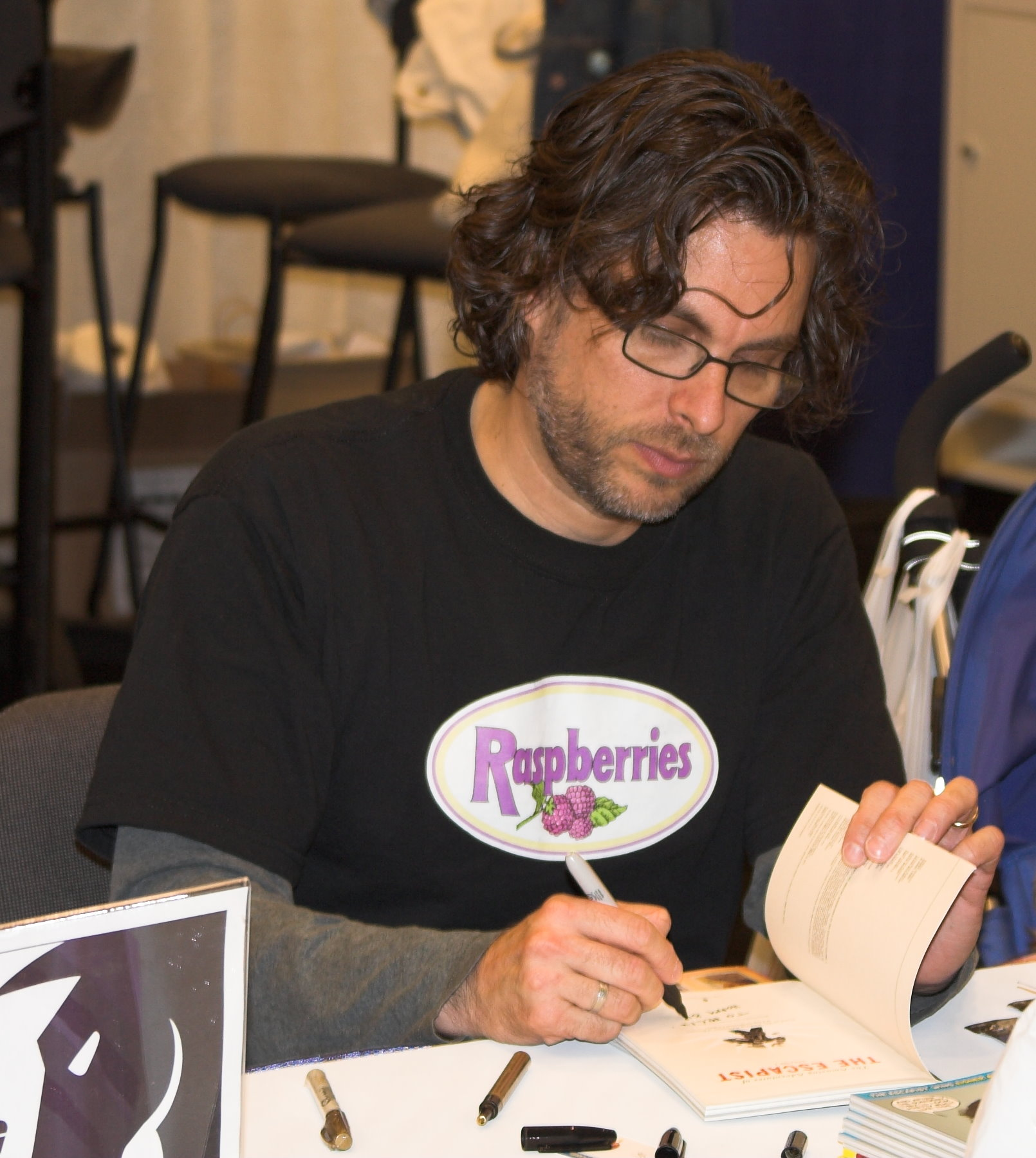
Michael Chabon (2006)

Nach „Die unglaublichen Abenteuer von Kavalier und Clay“ veröffentlichte Chabon das Kinderbuch „Sommerland“, womit er Neuland betrat. Die fantasievolle Geschichte wird oft mit den Harry-Potter-Büchern verglichen, war aber wesentlich erfolgloser. „McSweeney's Mammoth Treasury of Thrilling Tales“ ist eine von ihm zusammengestellte Sammlung an Kurzgeschichten. Auch für den Nachfolger „McSweeney's Enchanted Chamber of Astonishing Stories“ war er verantwortlich.
2004 veröffentlichte Chabon „Das letzte Rätsel“, ein Roman über den letzten Fall Sherlock Holmes’, der 89-jährig seinen Ruhestand mit dem Züchten von Bienen verbringt, allerdings einem rätselhaften, stummen Jungen begegnet, der einen sprechenden Papagei mit sich führt.
Seinen nächsten Roman veröffentlichte Chabon 2007 unter dem Titel „Die Vereinigung jiddischer Polizisten“, dessen Verfilmung kurz darauf von Filmproduzent Scott Rudin angekündigt wurde.
Seit seinem Erfolg mit „Die unglaublichen Abenteuer von Kavalier und Clay“ im Jahr 2000 hat Chabons Karriere einen steilen Aufschwung erfahren. So wurde ihm 2005 die Ehre zuteil, The Best American Short Stories 2005 zusammenzustellen. Zudem schreibt er regelmäßig Kolumnen für die Zeitschrift „Details“.

### Aktivität in Hollywood
Chabon wirkte bei einigen Hollywood- und TV-Produktionen mit. So hat er einen Drehbuchentwurf zu Spider-Man 2 abgeliefert, von dem ein Drittel in den Film mit eingeflossen ist. Sein Drehbuch zu seinem Erfolgsroman „Die unglaublichen Abenteuer von Kavalier und Clay“ wurde schon einige Male durchgesehen, allerdings steht noch kein genauer Produktionsbeginn fest.
In einem Interview mit The Onion erklärte Chabon, dass er das Drehbuchschreiben mehr aus finanziellen als aus künstlerischen Gründen begonnen habe: „Die Probleme, die du als Schriftsteller hast, haben damit zu tun, den Lebensunterhalt zu bestreiten und zu versuchen, Wege zu finden, das Einkommen, das man durch das Schreiben von Büchern hat, zu ergänzen. In meinem Fall hatte ich die Möglichkeit mit dem TV-Kram, den ich machte, in Hollywood zu arbeiten. Und das ist sehr wichtig, weil meine Frau auch Schriftstellerin ist, und wir keine Gesundheitsversicherung durch einen Arbeitgeber haben. Deshalb kommt unsere Versicherung aus der Schriftstellerzunft, also kann ich die Gesundheit meiner Familie nur durch das Arbeiten in Hollywood gewährleisten.“
Chabon fügte hinzu, dass er viel lieber den ganzen Tag Romane schreiben würde.
Dennoch wird seine Arbeit in Hollywood durchaus gewürdigt. So urteilte der Filmkritiker Roger Ebert über den zweiten Spider-Man-Film: „Einer der Schlüssel zum Erfolg des Films muss die Mitwirkung des Schriftstellers Michael Chabon am Drehbuch sein; Chabon hat es im Blut, was Comics sind, und warum.“

## Werk

### Die Geheimnisse von Pittsburgh
Chabons erster Roman Die Geheimnisse von Pittsburgh war ursprünglich seine Abschlussarbeit in Kreativem Schreiben an der University of California, Irvine, und wurde schließlich 1988 in den Vereinigten Staaten zu einem Bestseller. Das Buch handelt von dem ambivalenten Art Bechstein und seinem letzten freien Sommer, den er nach Beendigung des Colleges erlebt. Er trifft hierbei auf zahlreiche skurrile und exzentrische Personen, insbesondere das seltsame Mädchen Phlox, mit dem er eine Beziehung eingeht, aber auch seinen Namensvetter Arthur, mit dem er sich zusätzlich auf eine homosexuelle Beziehung einlässt. Beide Beziehungen zerbrechen, nachdem Phlox von dem Dreieck erfahren hat. Zudem kommt es zum Streit mit seinem Vater, der zur Mafia gehört, und er muss den noch nicht verarbeiteten Tod seiner Mutter überwinden.
Literaturkritiker nahmen Chabons Werk positiv auf. So urteilte die Süddeutsche Zeitung: „Chabon beherrscht die Kunst der knappen Figurenzeichnung, des Sprachwitz und der treffsichere Metaphern.“ Die Frankfurter Allgemeine Zeitung schrieb: „Die Erinnerung an das Fest der Jugend, seinen zaubrischen Glanz und die Gewissheit des Nimmer-mehr.“ Der Kulturweltspiegel ließ verlauten, dass es seit Fänger im Roggen „kein solches Stück junger Literatur mehr gegeben“ habe.

### Wonder Boys
Chabons zweiter Roman Wonder Boys erschien erst 1995, nachdem er nach eigener Aussage fünf Jahre an einem Roman mit dem Titel Fountain City geschrieben habe, aber gescheitert sei und das Projekt abgebrochen habe.
In Wonder Boys geht es um den Collegeprofessor für Kreatives Schreiben, Grady Tripp, der in der Vergangenheit durch einige Achtungserfolge auf dem Buchmarkt auf sich aufmerksam gemacht hat. Er hat ein Verhältnis mit der Frau seines Fachbereichleiters, führt ein ausgiebiges Partyleben und raucht ständig Joints. Gemeinsam mit seinem Lieblingsstudenten James Leer, den er unbeabsichtigt vom Suizid abhält, erlebt Tripp ein turbulentes Wochenende.
Chabon verarbeitet in Wonder Boys seinen missglückten Versuch, Fountain City fertigzustellen, indem er Grady Tripp an einem Buch arbeiten lässt, das den Titel Wonder Boys trägt, und mit einem unvollendeten Umfang von 2611 Seiten zu einem unlesbaren Monumental-Manuskript angewachsen ist.
Auch Chabons zweites Werk wurde zu einem Bestseller und von der Kritik wohlwollend aufgenommen. So lobte die New York Times, Wonder Boys sei „ein intelligentes poetisches Buch voll eleganter Melancholie und wunderbarem Witz.“ Der Roman wurde im Jahr 2000 mit Michael Douglas, Tobey Maguire und Robert Downey Jr. verfilmt.

### Die unglaublichen Abenteuer von Kavalier und Clay
Seinen größten Erfolg feierte Chabon mit seinem dritten Roman Die unglaublichen Abenteuer von Kavalier und Clay, der 2000 veröffentlicht wurde. Er schildert das Leben der beiden jüdischen Cousins Josef Kavalier und Sammy Klayman in der goldenen Zeit des Comics in den 40er Jahren. Innerhalb des Buches kreieren sie eine fiktive Comic-Reihe Die unglaublichen Abenteuer des Eskapisten, in der der Superheld, der Eskapist, über die Fähigkeit des Eskapismus verfügt, womit seine außergewöhnlichen Entfesselungskünste gemeint sind. Der antifaschistische Held kämpft gegen das Regime Hitlers, aus dem Kavalier 1939 geflohen war.
In kleinen Nebenrollen lässt Chabon Personen der Zeitgeschichte wie Salvador Dalí oder Orson Welles auftreten; breiten Raum nimmt die literarische Gestalt des Golem ein.
Wie schon bei den beiden Vorgängern, war auch die Kritik zu Die unglaublichen Abenteuer von Kavalier und Clay positiv. Das New Yorker Nachrichtenmagazin Newsweek lobte die Ausgewogenheit an Humor und Figurentiefe: „Ein herausragendes, draufgängerisches, aufregendes Buch mit einer meisterhaft ausgearbeiteten Handlung und einem absoluten Sinn für Humor – und dennoch sind die Charaktere so überzeugend, dass man meint, sie könnten einfach aufstehen und aus der Seite spazieren.“ Die Time anerkennt die Leistung, Fakten und Fiktion gekonnt verbunden zu haben: „Die Art von Prosa, die um 600 Seiten Erfundenes und Geschichtliches einen großen erzählerischen Bogen spannt – doch noch nie hat jemand mit so viel Einbildungskraft, Verve und Liebe erzählt.“ Der San Francisco Chronicle sieht in „Die unglaublichen Abenteuer von Kavalier und Clay“ das Werk, das Chabon auf dem Höhepunkt seiner Karriere geschaffen hat und insofern das wertvollste Werk seines Lebens: „Aus einem Guss, fantasievoll und zu Herzen gehend, zeigt ›Kavalier & Clay‹ einen vollblütigen Autor auf der Höhe seines Könnens.“
2001 erhielt Chabon für diesen Bestseller den Pulitzer-Preis in der Kategorie „Fiktion“.

### Sommerland
2002 erschien sein vierter Roman Sommerland. Es ist sein erstes Buch, das sich auch an ein jüngeres Publikum richtet und dem Genre Fantasy angehört. Es erzählt die Geschichte des miserablen Baseballspielers Ethan Feld, dessen Team eine Niederlage nach der anderen einstecken muss. Ein Orakel hat ihn als „den Gesuchten“ bestimmt, um in einem Paralleluniversum den Kojoten zu besiegen, der ein Paralleluniversum nach dem anderen vernichten will. Das Buch enthält zahlreiche Baseballbezüge, weshalb es in der deutschen Ausgabe für Leser, die sich nicht mit der Materie des Baseballs auskennen, ein kleines Regelwerk als Anhang gibt.

### Das letzte Rätsel
2004 veröffentlichte Chabon einen Roman mit dem Titel Das letzte Rätsel. Er erzählt von dem 89-jährigen Sherlock Holmes, der zurückgezogen in der englischen Provinz lebt, um sich der Bienenzucht zu widmen. Als der stumme, neunjährige Junge Linus Steinman mit seinem sprechenden Papagei auftaucht, sieht sich der in die Jahre gekommene Detektiv noch einmal dazu aufgefordert, das Rätsel um den Jungen zu lösen. Chabons Versuch, eine Detektivgeschichte im Stile Arthur Conan Doyles zu verfassen, erfuhr ein positives Presseecho. So sieht der Chicago Tribune in dem Kriminalroman „eine liebevolle Hommage an das Genre.“ Für das New York Magazine ist Das letzte Rätsel „ein tiefsinniges Vergnügen.“ Die New York Sun lobt Chabon in den höchsten Tönen mit den Worten: „Einer der besten amerikanischen Romane in diesem Herbst … das Experiment eines Meisters.“

### Die Vereinigung jiddischer Polizisten
2007 stellte Chabon seinen alternativ-historischen Kriminalroman Die Vereinigung jiddischer Polizisten fertig. Der Roman geht von der Annahme aus, die Vereinigten Staaten hätten im Jahr 1941 ein zeitlich befristetes Selbstverwaltungsgebiet für aus Europa fliehende Juden in Alaska eingerichtet, das nach sechzig Jahren wieder unter amerikanische Verwaltung zurückkehrt. Ort der Handlung ist die fiktive jüdische Millionenstadt Sitka, die mit dem realen Sitka nur den Namen gemeinsam hat. Der alkoholsüchtige Polizist Meyer Landsman soll einen Mord an einem Schachspieler aufklären und gerät finsteren Machenschaften seiner jüdischen Landsleute auf die Spur, die sich auf sehr eigene Weise auf das Ende der jüdischen Selbstverwaltung in Alaska vorbereiten. Der Roman gewann alle drei großen amerikanischen Science-Fiction/Fantasy-Preise Hugo, Nebula und Locus/SF, was nach den 1970er Jahren nur noch sechs Romanen gelang [Stand 2014].

## Themen

### Homosexualität
Es wurde vermutet, dass Chabon selbst homosexuell sein könnte, nachdem in seinen ersten drei Romanen gleichgeschlechtliche Beziehungen thematisiert wurden. In „Die Geheimnisse von Pittsburgh“ zwischen Art Bechstein und Arthur, in „Wonder Boys“ zwischen Grady Tripps Lektor Terry Crabtree und dem Studenten James Leer sowie Sammy Klayman, der seine homosexuelle Neigung verheimlicht. In einer Neuauflage seines Erstlingswerks „Die Geheimnisse von Pittsburgh“ nahm Chabon einen Anhang auf, in dem er die Homosexualität des Hauptcharakters diskutiert. Darin gibt er auch zu, selbst schon einige gleichgeschlechtliche Beziehungen gehabt zu haben. Dass er heute mit einer Frau verheiratet sei, widerlege hingegen die These, er sei homosexuell. Zu Homosexualität als Thema in seinen Büchern nahm Chabon 2001 in der Musikzeitschrift „Rolling Stone“ Stellung: „Ich bin interessiert an Fragen der Identität und Sexualität und wie Dinge wie diese festgelegt und definiert werden. Und ich bin besonders interessiert an Beziehungen zwischen heterosexuellen und schwulen Männern, weil ich denke, dass es dort draußen viele Freundschaften wie diese gibt, bei denen ein bester Freund schwul und der andere heterosexuell ist, aber ich denke nicht, dass über solche Freundschaften viel geschrieben wird, oder dass sie in Filmen oder im Fernsehen dargestellt werden. Ich hatte viele davon in meinem Leben. Wir redeten früher über die Schubladen, in die man gesteckt wird, und dass Menschen dafür viel zu kompliziert sind, aber es gibt keine Worte, Markierungen oder Bezeichnungen dafür. Und das ist für mich großartiges Material für Fiktion.“

### Judentum
Chabon, der selbst Jude ist, hat in zahlreichen Büchern jüdische Charaktere eingebaut und Antisemitismus thematisiert.
So ist in „Wonder Boys“ die Warshaw-Familie von Grady Tripps dritter Ehefrau Emily jüdisch. Er besucht sie zusammen mit dem Studenten James Leer, um mit Emilys Familie das Pessach-Fest zu feiern. Dabei wird das traditionelle Familienessen geschildert, bei dem symbolische Speisen nach einem festgelegten Verlauf von allen Anwesenden eingenommen werden, und aus der Haggada gelesen wird.
In „Die unglaublichen Abenteuer von Kavalier und Clay“ kommen mit Josef Kavalier und Sammy Klayman ebenfalls jüdische Charaktere vor. Mit der Flucht Kavaliers aus dem Tschechien der späten 30er Jahre taucht sogar ein antisemitisches Element auf. Das Buch beschreibt zudem den Einfluss jüdischer Autoren und Künstler auf die amerikanische Popkultur.

### Familie
Chabons eigene Biographie von der zerrissenen Familie taucht auch in seinen Büchern auf, in denen er nicht-ideale Familienkonstellationen darstellt. In seinem Debütroman „Die Geheimnisse von Pittsburgh“ beschreibt er ein gespanntes Vater-Sohn-Verhältnis. Zudem ist mit dem Tod der Mutter das ideale Familienbild zerbrochen.
In „Wonder Boys“ ist der Ich-Erzähler Grady Tripp nach zwei Scheidungen und einem neuerlichen Seitensprung als Familienmensch gescheitert. Dennoch sucht er die Nähe der Familie mit der Teilnahme am Pessachfest. James Leers Familie wird ebenfalls als kaputt dargestellt, wobei nie richtig klar wird, inwiefern dieses Bild nur durch dessen eigene Fiktion verfälscht wird. So sagt er einmal, er wäre bei seinen Großeltern, ein anderes Mal bei seinen Eltern aufgewachsen.
Die Scheidung von Chabons Eltern sorgte dafür, dass dieser Scheidungen, Vaterschaft und das Single-Dasein in seinen Romanen thematisierte.

## Schreibverhalten
Chabons Philosophie sieht drei wesentliche Elemente als Grundlage des Schreibens vor: Talent, Glück und Disziplin. Disziplin sei die einzige der drei Säulen, die man als Schriftsteller kontrollieren könne, weshalb man sich darauf konzentrieren solle. Bezüglich der anderen beiden solle man hoffen und in sie vertrauen.
Seine Arbeitsweise sieht vor, von Sonntag bis Donnerstag zu schreiben, wobei er um 22 Uhr beginnt und zwischen drei und vier Uhr nachts das Schreiben einstellt. Dabei trägt er vorzugsweise einen alten, goldbraunen Pullover von „Nordstrom“, der ihm zufolge der „perfekte Schreibpullover“ sei. Chabon schreibt pro Tag mindestens tausend Wörter. Dass Chabon und Waldman gelegentlich Ideen austauschten, beruhe laut einem Interview mit der New York Times auf der Tatsache, dass sie im selben Raum arbeiten würden.
„Ich sitze am Schreibtisch, sie liegt auf der Couch und arbeitet am Laptop. Ich frage sie von Zeit zu Zeit, wenn mir ein Wort oder eine Person nicht einfällt. Ob du dabei die andere Person störst, kann ich jetzt nicht sagen. Aber meistens sind wir da drin, und es geht nur klick, klick, klick.“

## Filme

### Verfilmungen
Chabons Bestseller von 1995, „Wonder Boys“, wurde im Jahr 2000 mit Michael Douglas, Tobey Maguire, Frances McDormand, Robert Downey Jr. und Katie Holmes von Regisseur Curtis Hanson verfilmt. Mit nur 19 Millionen Dollar Einnahmen in den USA gilt Die WonderBoys als finanzieller Misserfolg. Bei der Oscar-Verleihung 2001 wurde Bob Dylan für den Titelsong „Things have changed“ ausgezeichnet. Des Weiteren war der Film noch in den Kategorien „Bestes adaptiertes Drehbuch“ und „Bester Schnitt“ nominiert.
„Die Geheimnisse von Pittsburgh“ wurde im Herbst 2006 von Rawson Marshall Thurber mit Jon Foster, Sienna Miller, Peter Sarsgaard und Mena Suvari in den Hauptrollen verfilmt (deutscher Titel: Ein verhängnisvoller Sommer). Die Rolle des despotischen Vaters übernahm Nick Nolte. Der Film wurde jedoch erst im Januar 2008 beim Sundance Film Festival erstmals gezeigt. Die Tatsache, dass der im Roman auftretenden Schlüsselcharakter von Arthur Lecompte ausgelassen wurde, sorgte für heftige Diskussionen zwischen Chabon und dem Regisseur Thurber.
Im Februar 2008 wurde berichtet, dass sich Columbia Pictures die Filmrechte an „Yiddish Policemen's Union“ gesichert hätten und das Projekt bis zum Jahr 2010 von Joel und Ethan Coen realisieren lassen würden. Dies sollte geschehen, sobald die Coen-Brüder ihre Arbeit an A Serious Man beenden würden. Im gleichen Monat kam jedoch zudem das Gerücht auf, die Coen-Brüder würden als nächstes Projekt ein Remake des Westerns Der Marshal drehen. Dieser Film erschien im Jahr 2010 unter dem Titel True Grit, während die Chabon-Verfilmung im März 2011 noch immer auf sich warten lässt.

### Drehbuch
Michael Chabon war maßgeblich an der Produktion Spider-Man 2 beteiligt. Von seinem Storyentwurf wurde ein Drittel im späteren Drehbuch von Alvin Sargent verwendet. Sargent erhielt für das Drehbuch u. a. den Saturn Award 2004.
Er hat zudem eine Drehbuchadaption zu Die unglaublichen Abenteuer von Kavalier und Clay geschrieben, die von Stephen Daldry verfilmt werden soll.
Für Disney hat Chabon am Drehbuch für die Edgar-Rice-Burroughs-Verfilmung John Carter – Zwischen zwei Welten mitgearbeitet. Ferner war er an der 2019 veröffentlichten Serie Unbelievable beteiligt.
2019 hatte er entscheidenden Anteil an einer neuen Star Trek Serie. Er war Drehbuchschreiber und Showrunner von Star Trek: Picard, die erstmals auf Prime Video veröffentlicht wurde.

## Auszeichnungen
Chabons Kurzgeschichte Son of the Wolfman wurde 1999 in die Auswahl des O. Henry-Preises aufgenommen und erhielt einen „National Magazine Award“
Für seinen größten Erfolg, Die unglaublichen Abenteuer von Kavalier und Clay erhielt Michael Chabon mit dem Pulitzer-Preis in der Kategorie „Fiction“ seine bisher größte Auszeichnung. Außerdem wurden ihm dafür der PEN/Faulkner Award, der Los Angeles Times Book Prize und viele weitere Preise verliehen. Von der American Library Association wurde es als eines der „Bemerkenswertesten Bücher des Jahres 2000“ ausgewählt.
Seine Fantasygeschichte Summerland erhielt 2003 den Mythopoeic Award in der Kategorie „Kinderliteratur“.
Seine Comicreihe Michael Chabon Presents The Amazing Adventures of the Escapist wurde 2005 mit dem Eisner Award in der Kategorie „Best Anthology“ ausgezeichnet. Zudem erhielt die Serie 2005 zwei Harvey Awards in den Kategorien „Beste neue Serie“ und „Beste Anthologie“.
Die Novelle Das letzte Rätsel erhielt 2005 den „National Jewish Book Award“ und außerdem 2003 den Aga Khan Prize for Fiction der amerikanischen Literaturzeitschrift „The Paris Review“.
Der Roman The Yiddish Policemen's Union erhielt den Nebula Award 2007 sowie 2008 den Hugo Award und den Locus Award als bester Roman. 2009 wurde Chabon in die American Academy of Arts and Sciences und 2012 in die American Academy of Arts and Letters gewählt.
Weitere Auszeichnungen:
- 2007 Sidewise Award für The Yiddish Policemen’s Union in der Kategorie „Long Form Alternate History“
- 2009 Premio Ignotus für El sindicato de policía yiddish (The Yiddish Policemen’s Union) in der Kategorie „Mejor novela extranjera“ (bester ausländischer Roman)

## Bibliografie
Romane
- The Mysteries of Pittsburgh (1988)
  - Deutsch: Die Geheimnisse von Pittsburgh. Übersetzt von Dennis Scheck. Kiepenheuer und Witsch, Köln 1988, ISBN 3-462-01929-5.
- Wonder Boys (1995)
  - Deutsch: Wonder boys. Übersetzt von Hans Hermann. Kiepenheuer und Witsch, Köln 1996, ISBN 3-462-02521-X.
- The Amazing Adventures of Kavalier & Clay (2000)
  - Deutsch: Die unglaublichen Abenteuer von Kavalier & Clay. Übersetzt von Andrea Fischer.[10] Kiepenheuer & Witsch, 2002, ISBN 3-462-03136-8.
- Summerland (2002)
  - Deutsch: Sommerland. Übersetzt von Reiner Pfleiderer. Hanser, München und Wien 2004, ISBN 3-446-20441-5.
- The Final Solution: A Story of Detection (Sherlock-Holmes-Geschichte, 2004)
  - Deutsch: Das letzte Rätsel : Ein Kriminalroman. Übersetzt von Andrea Fischer. Kiepenheuer und Witsch (KiWi #897), Köln 2005, ISBN 3-462-03626-2.
- The Yiddish Policemen’s Union (2007)
  - Deutsch: Die Vereinigung jiddischer Polizisten. Übersetzt von Andrea Fischer. Kiepenheuer & Witsch, 2008, ISBN 978-3-462-03972-6. Auch als: Die Vereinigung jiddischer Polizisten : Kriminalroman. Übersetzt von Andrea Fischer. Deutscher Taschenbuch-Verlag (dtv #13793), München 2009, ISBN 978-3-423-13793-5.
- Gentlemen of the Road (2007)
  - Deutsch: Schurken der Landstraße : Eine Abenteuergeschichte. Übersetzt von Andrea Fischer. Kiepenheuer & Witsch, Köln 2010, ISBN 978-3-462-04189-7.
- Telegraph Avenue (2012)
  - Deutsch: Telegraph Avenue. Übersetzt von Andrea Fischer. Kiepenheuer & Witsch, Köln 2014, ISBN 978-3-462-04617-5.
- Moonglow (2016)
  - Deutsch: Moonglow. Übersetzt von Andrea Fischer. Kiepenheuer & Witsch eBook, Köln 2018, ISBN 978-3-462-05074-5.

Sammlungen
- A Model World and Other Stories (1991)
  - Deutsch: Ocean Avenue. Übersetzt von Denis Scheck. Kiepenheuer und Witsch, 1992, ISBN 978-3-462-02163-9.
- Werewolves In Their Youth (1999)
  - Deutsch: Junge Werwölfe. Übersetzt von Andrea Fischer. Kiepenheuer und Witsch, Köln 2003, ISBN 3-462-03307-7.
- The Mysteries of Pittsburgh / Wonder Boys / Werewolves in Their Youth (2018, Sammelausgabe)

Kurzgeschichten
1991:
- Admirals (1991, in: Michael Chabon: A Model World and Other Stories)
- Blumenthal on the Air (1991, in: Michael Chabon: A Model World and Other Stories)
- The Halloween Party (1991, in: Michael Chabon: A Model World and Other Stories)
- The Little Knife (1991, in: Michael Chabon: A Model World and Other Stories)
- The Lost World (1991, in: Michael Chabon: A Model World and Other Stories)
- Millionaires (1991, in: Michael Chabon: A Model World and Other Stories)
- A Model World (1991, in: Michael Chabon: A Model World and Other Stories)
- More Than Human (1991, in: Michael Chabon: A Model World and Other Stories)
- S ANGEL (1991, in: Michael Chabon: A Model World and Other Stories)
- Smoke (1991, in: Michael Chabon: A Model World and Other Stories)

1997:
- In the Black Mill (in: Playboy, June 1997)

2001:
- The God of Dark Laughter (in: The New Yorker, April 9, 2001)

2003:
- The Martian Agent, a Planetary Romance (2003, in: Michael Chabon: McSweeney’s Mammoth Treasury of Thrilling Tales)

2004:
- From The Amazing Adventures of Kavalier and Clay (2004, in: Bill Manhire (Hrsg.): The Wide White Page: Writers Imagine Antarctica)

2011:
- The Astonishing Secret of Awesome Man (2011)

2017:
- The Sandmeyer Reaction (2017)

Anthologien
- McSweeney’s Mammoth Treasury of Thrilling Tales (2003)
- McSweeney’s Enchanted Chamber of Astonishing Stories (2004)
- The Amazing Adventures of the Escapist 1 (2004)
- The Amazing Adventures of the Escapist 2 (2004)
- The Best American Short Stories 2005 (mit Katrina Kenison)
- The Amazing Adventures of the Escapist 3 (2016)
- Fight of the Century (2020; mit Ayelet Waldman)

Sachliteratur
- Maps and Legends: Reading and Writing Along the Borderlands (2008)
- Manhood For Amateurs (2009)
  - Deutsch: Mann sein für Anfänger : Ein Leben als Ehemann, Vater und Sohn. Übersetzt von Andrea Fischer. Deutsche Taschenbuch-Verlag (dtv #14248), München 2013, ISBN 978-3-423-14248-9.
- Kingdom of Olives and Ash (2017; mit Ayelet Waldman)
- Pops (2018)
- Bookends: Collected Intros and Outros (2019)